# Pastorałka
Pastorałka (łac. pastoralis „pasterski”) − rodzaj udramatyzowanej kolędy, wykonywanej dawniej przez wędrownych muzyków i żaków, w której religijna tematyka bożonarodzeniowa poszerzona została o warstwę obyczajową. Także ludowa pieśń religijna o wesołym charakterze (utrzymana zazwyczaj w tonie sielankowym), związana z tematyką Bożego Narodzenia, wprowadzająca często wątek pasterski. W Polsce rozpowszechniona szczególnie od XVII wieku. Pastorałek raczej nie powinno wykonywać się podczas liturgii, ze względu na ich niskie walory teologiczne. Przykłady polskich pastorałek to: Lulajże, Jezuniu, Jezus malusieńki, Oj, maluśki, maluśki, Północ już była.